# Reformierte Kirche San Giovanni (Castasegna)
Koordinaten: 46° 20′ 1,1″ N, 9° 31′ 2,5″ O; CH1903: 760045 / 133481
Die reformierte Kirche San Giovanni (italienisch für «Sankt Johann(es)») in Castasegna im Bergell an der Grenze zu Italien ist ein evangelisch-reformiertes Gotteshaus unter dem Denkmalschutz des Kantons Graubünden. Daneben besteht im selben Dorf ein weiterer Sakralbau reformierter Konfession, die Kirche Santa Trinità.

## Geschichte und Ausstattung
Eine unter dem Patrozinium des Johannes stehende Kirche wird ersturkundlich 1409 erwähnt. 1552 nahm Castasegna unter Pietro Paolo Vergerio die Reformation an, so dass die Altäre aus den Kirchen entfernt und diese zu Predigtkirchen umgestaltet wurden. Aus San Giovanni nahm man dabei einen auf Johannes den Täufer geweihten Altar aus dem Jahre 1421 heraus. Letztmals renoviert wurde die Kirche 2001, wobei besonders das Fundament der Kirche gegen Wasserschäden isoliert wurde.
Die reichhaltig ausgeschmückte Kanzel ist sechseckig und aus Nussbaumholz gefertigt. Sie datiert auf  das Jahr 1761. Im Zuge der Renovation von 1965 wurde sie  tiefer angebracht und etwas versetzt.

## Kirchliche Organisation
Castasegna gehört mit den anderen reformierten Bergeller Dörfern innerhalb der Evangelisch-reformierten Landeskirche Graubünden zur Kirchgemeinde Bergell/Bregaglia, die am 1. Januar 2011 aus der bisherigen Pastorationsgemeinschaft gebildet wurde.